# ダナ・ハラウェイ

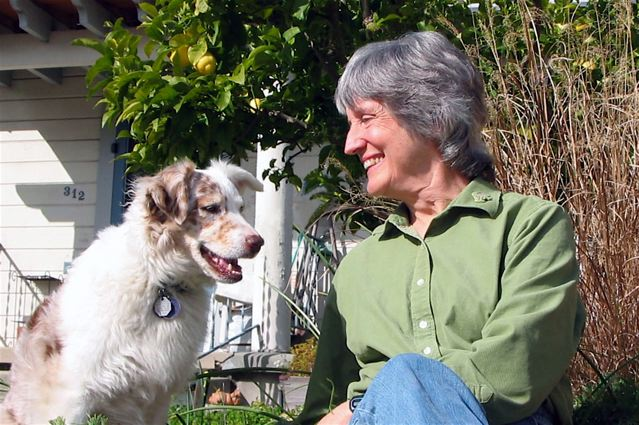
ダナ・ハラウェイ

ダナ・ハラウェイ（Donna Jeanne Haraway, 1944年9月6日 - ）は、アメリカ合衆国の学者。カリフォルニア大学サンタクルーズ校名誉教授。

## 経歴
コロラド州デンバー生まれ。コロラドカレッジ卒業。フルブライト奨学生としてパリ大学留学を経て、イェール大学大学院に進学し、当初は実験生物学を専攻していたが、後に科学史に転じ、1972年、博士号取得。ハワイ大学（1971-74）、ジョンズ・ホプキンス大学（1974-80）を経て、1980年より現職。
科学技術の進展をフェミニズムおよびジェンダーの視点で考察している。ドイツの「マルクス主義事典」では「ジェンダー」を執筆。2025年エラスムス賞受賞。

## 主要テーマ

### 「状況化された知識（situated knowledge）」
「状況化された知識: フェミニズムにおける科学の問題と部分的観点の特権（Situated Knowledges: The Science Question in Feminism and the Privilege of Partial Perspective）」は、ハラウェイのフェミニズム科学についてのビジョンに光を当てる論文である。
この論文は、サンドラ・ハーディング の「フェミニズムにおける科学の問題（The Science Question in Feminism）」(1986)についての論評が元になっており、Hardingの「科学の後継者（successor science）」に対する回答となっている。
ハラウェイは、科学的なレトリックや科学的客観性といった、男性化された慣習へのフェミニストの介入について批評を行っている。
この論文は、伝統的なフェミニスト批評を分析するために分極化というメタファーを使っている。
一方は、科学は修辞的な実践であり、すべての「科学は競争の力場」だと主張する立場である。
またもう一方は、ハラウェイが「フェミニスト経験主義」と呼ぶ、フェミニストが考える客観性に関心を持つ立場である。
ハラウェイはこれら二つの立場を総合する、「状況化された知識」に基づく認識論を主張している。
ハラウェイは、世界における自身の立場の不確実性、そして知識追求の競争的本質を認めて理解することで、主体は自身が中立な観察者であるときよりも、より客観性を持った知識を生み出せるだろうとしている。

## 著書

### 単著
- Crystals, Fabrics, and Fields: Metaphors of Organicism in Twentieth-Century Developmental Biology, (Yale University Press , 1976).
- Primate Visions: Gender, Race, and Nature in the World of Modern Science, (Routledge, 1989).
- Simians, Cyborgs and Women: the Reinvention of Nature, (Routledge, 1991).

高橋さきの訳『猿と女とサイボーグ――自然の再発明』（青土社, 2000年）
- Modest_Witness@Second_Millennium.FemaleMan_Meets_OncoMouse: Feminism and Technoscience, (Routledge, 1997).
- The Companion Species Manifesto: Dogs, People, and Significant Otherness, (Prickly Paradigm Press, 2003).

『伴侶種宣言――犬と人の「重要な他者性」』、永野文香・波戸岡景太訳、以文社、2013年
- When Species Meet, (University of Minnesota Press, 2007).

『犬と人が出会うとき――異種協働のポリティクス』、高橋さきの訳、青土社、2013年
- Staying with the Trouble: Making Kin in the Chthulucene, (Duke University Press, 2016).
- Manifestly Haraway, (Duke University Press, 2016).

### 共著
- 巽孝之・小谷真理訳（サミュエル・R・ディレイニー, ジェシカ・アマンダ・サーモンスン）『サイボーグ・フェミニズム』（リブロポート, 1991年／増補版, 水声社, 2001年）
- How Like a Leaf: An Interview with Thyrza Nichols Goodeve, (Routledge, 2000).

高橋透・北村有紀子訳『サイボーグ・ダイアローグズ』（水声社, 2007年）

### 論文集
- The Haraway Reader, (Routledge, 2004).

## 関連文献
- ジョージ・マイアソン『ダナ・ハラウェイと遺伝子組替え食品』（岩波書店, 2004年）